# فرودگاه انکانگ ولیپو
فرودگاه انکانگ ولیپو (به انگلیسی: Ankang Wulipu Airport) یک فرودگاه همگانی با کد یاتا AKA است که یک باند فرود بتن دارد و طول باند آن ۱۶۰۰ متر است. این فرودگاه در کشور چین قرار دارد و در ارتفاع ۲۶۲ متری از سطح دریا واقع شده است.